# XV dzielnica (Budapeszt)
XV. dzielnica Budapesztu – dzielnica Budapesztu która leży na lewym brzegu Dunaju w północnym Peszcie.

## Położenie
Na północy dzielnica graniczy z Fót, na północnym wschodzie z Csomor, na południowym wschodzie z XVI dzielnicą, na południowym zachodzie z Zugló, na zachodzie z Újpestem.

## Atrakcje dzielnicy
- Rákospalotai Muzeum: muzeum Rákospalotai zostało zbudowane w 1960 r.; zostało zamknięte w 1984 ze względu na zły stan techniczny budynku. Ponownie je otwarto w listopadzie 1991 r. W muzeum znajduje się wystawa etnograficzna malarza Viktora Madarásza.
- Plac Ratuszowy im. Jenő Hubayia
- Wieża ciśnień Újpalotai

## Burmistrzowie
- Czibik Tamás (1990–1996)
- Hajdu László (1996–2010)
- László Tamás (2010–2014)
- Hajdu Laszlo (2014–obecnie)

## Główne drogi dzielnicy
- Autostrada M3
- Szentmihályi út
- Nyírpalota utca
- Kolozsvár utca
- Rákos út

## Media rejonowe
- Toronyhír – gazeta rejonowa XV. dzielnicy
- XVMEDIA

## Kultura w dzielnicy
- Edukacja:
  - Podstawowa szkoła artystyczna i biblioteka pedagogiczna im. Jenő Hubaya

- Biblioteki:
  - Biblioteka Metropolitalna im. Szabó Ervina

- Domy kultury:
  - Kino Polskie
  - Dom Społecznościowy Újpalotai
  - Dom Społecznościowy Pestújhelyi
  - Centrum Kultury Csokonai
  - Centrum Kultury Placu Kozackiego

## Miasta partnerskie
- Bésc (XXIII. dzielnica) Austria
- Berlin, Niemcy
- Bukareszt, Rumunia
- Kassa, Słowacja
- Maroshévíz, Rumunia
- Murakirály, Chorwacja
- Obervellach, Austria
- Sanming, Chiny